# Alseuosmia
Alseuosmia is een geslacht uit de familie Alseuosmiaceae. De soorten zijn kenmerkende groenblijvende struiken, die voorkomen op het Noordereiland van Nieuw-Zeeland.

## Soorten
- Alseuosmia banksii A.Cunn.
- Alseuosmia macrophylla A.Cunn.
- Alseuosmia pusilla Colenso
- Alseuosmia quercifolia A.Cunn.
- Alseuosmia turneri R.O.Gardner